# Народження (фільм, 1976)
«Народження» («Երկունք») — радянський двосерійний художній фільм 1976 року, знятий режисером Фрунзе Довлатяном на кіностудії «Вірменфільм».

## Сюжет
Встановлення Радянської влади у 20-х роках XX століття у Вірменії. Ленін направляє до Єревану свого соратника Олександра Мяснікяна і призначає його головою Раднаркому Вірменії.

## У ролях
- Хорен Абрамян — Олександр Мяснікян
- Армен Айвазян — Сергій Лукашин
- А. Арістакесян — Асканаз Мравян
- Мігран Кечоглян — Погос Макінцян
- Артем Фодулян — Авіс Нуріджанян
- Маїс Карагезян — Арамаїс Єрзінкян
- Л. Кочарян — Амбарцумян
- В. Сепетчян — Бекзадян
- Фаддей Асоян — Карінян
- Карлос Мартиросян — Амірханян
- Вахтанг Міхелідзе — Орджонікідзе
- Сос Саркісян — Мурза
- Азат Гаспарян — Єгіше Чаренц
- Грант Саркісян — Мартірос Сар'ян
- Нонна Петросян — Шушанік Кургінян
- Софія Саркісян — Серік Давтян
- Карен Джангірян — Симонік Пірумов
- Левон Нерсесян — Осік Бек-Пірумов
- Катерина Градова — Ксенія
- Віра Алентова — Оленіна
- Євген Стеблов — Журавльов
- Ел. Вартанян — Сусанна
- Шаке Тухманян — Анушик
- Едгар Елбакян — біженець
- Юрій Амірян — біженець
- Грач'я Костанян — роль другого плану
- Євген Нерсесян — роль другого плану
- Геворг Асланян — роль другого плану
- Гурген Ген — роль другого плану
- Ваче Багратуні — роль другого плану
- Вреж Акопян — роль другого плану
- Варфоломій Єхшатян — роль другого плану
- Размік Ароян — роль другого плану
- Ігор Нагавкін — роль другого плану
- Ю. Баблумян — роль другого плану
- Размік Аміргулян — роль другого плану
- Інга Овсепян — роль другого плану
- Тамара Оганесян — роль другого плану
- Сергій Мкртчян — роль другого плану
- Іван Гордієнко — роль другого плану
- А. Пертія — роль другого плану
- А. Галстян — роль другого плану
- Вардуш Степанян — роль другого плану
- Роман Авінян — роль другого плану
- С. Шамхалов — роль другого плану
- Євген Гвоздьов — роль другого плану
- Артемій Айрапетян — роль другого плану
- Віктор Ананьїн — роль другого плану

## Знімальна група
- Режисер — Фрунзе Довлатян
- Сценарист — Армен Зурабов
- Оператор — Альберт Явурян
- Композитор — Мартин Вартазарян
- Художник — Степан Андранікян